# Agujero interior (álbum)
Agujero interior es el tercer álbum de estudio del grupo musical de Argentina Virus, lanzado en 1983. Éste trabajo representó un cambio en la carrera del grupo, que finalmente recibía la aprobación de la crítica y, fundamentalmente, del público. Con un sonido mucho más duro y roquero, en gran medida, gracias a la mano de hermanos Michel y Danny Peyronel (músicos del grupo Riff), Virus cambió críticas por aplausos, abriendo una nueva etapa en su historia.

## Descripción
Agujero interior es el primer álbum de estudio de Virus en llegar a la masividad.
Luego de que su anterior álbum de estudio Recrudece, además de no contar el éxito esperado, sea cajoneado por la compañía discográfica DG Interdisc, de la mano del productor Carlos Rodríguez Ares, el grupo musical vuelve al sello CBS.
Con la producción artística de los hermanos Peyronel, el grupo endurece su imagen y su sonido, pero conserva su esencia característica, la que destaca en sus trabajos anteriores: letras interesantes y desafiantes, arreglos complejos y pegadizos, y un sonido bailable. El resultado, un rotundo éxito. Compuesto de 11 canciones, varias de ellas sonando en alta rotación, Virus consigue al fin, después de tantas críticas y fracasos, la masividad.
El lanzamiento de este álbum, coincide con el fin de la dictadura cívico-militar, y el retorno de la democracia. De hecho, la canción "Ellos nos han separado" hace referencia a Jorge Moura (desaparecido durante el proceso), el hermano mayor de Federico, Julio y Marcelo.
Grabado en los estudios Moebio, en Buenos Aires, los éxitos de este disco son: «Hay que salir del agujero interior», «El probador», «Carolina» (canción que no es originalmente de Virus), «En mi garaje», «¿Qué hago en Manila?» y «Ellos nos han separado».

## Lista de canciones
| N.º   | Título                               | Música                                     | Escritor(es)                    | Duración |  |
| 1.    | «En mi garaje»                       | Julio Moura                                | Federico Moura y Julio Moura    | 2:56     |  |
| 2.    | «El probador»                        | Julio Moura                                | Federico Moura                  | 3:16     |  |
| 3.    | «Hay que salir del agujero interior» | Federico Moura                             | Federico Moura y Roberto Jacoby | 3:03     |  |
| 4.    | «¿Qué hago en Manila?»               | Julio Moura.                               | Julio Moura y Federico Moura    | 4:43     |  |
| 5.    | «Ellos nos han separado»             | Federico Moura                             | Federico Moura y Roberto Jacoby | 4:38     |  |
| 6.    | «Juegos postergados»                 | Federico Moura, Mario Serra, Ricardo Serra | Federico Moura                  | 2:51     |  |
| 7.    | «Buenos Aires Smog»                  | Julio Moura                                | Roberto Jacoby y Federico Moura | 3:14     |  |
| 8.    | «Carolina»                           | Ramón Alpuente, Hilario Camacho            | Ramón Alpuente, Hilario Camacho | 2:10     |  |
| 9.    | «Mundo enano»                        | Julio Moura                                | Roberto Jacoby                  | 2:52     |  |
| 10.   | «Autocontrol (Na na na)»             | Julio Moura                                | Federico Moura                  | 2:41     |  |
| 11.   | «Los sueños de Drácula»              | Ricardo Serra, Julio Moura                 | Federico Moura                  | 5:33     |  |
| 38:02 |                                      |                                            |                                 |          |  |

Para la remasterización en CD del año 1995, se incluyó como bonus track una versión alternativa de la canción «¿Qué hago en Manila?», grabada en España en 1984 y pensada para el público de ese país. A comparación de la original que es una balada, esta versión tiene un ritmo bailable, con presencia de caja de ritmos y sintetizadores (sonido que sería característico en los posteriores trabajos del grupo musical).

## Músicos
- Federico Moura: voz principal y coros.
- Julio Moura: guitarras y coros.
- Marcelo Moura: sintetizadores, piano y coros.
- Ricardo Serra: guitarra rítmica.
- Enrique Mugetti: bajo.
- Mario Serra: batería y caja de ritmos.
- Producción artística: Danny y Michel Peyronel.
- Técnico: Mariano López.
- Diseño: Rubén Vázquez.
- Foto: Marcelo Zappoli y A. Rabinovich.
- Producido por: Carlos Rodríguez Ares.
- Grabado en Estudios: Moebio.